# Byaduk
Byaduk ist eine Stadt im Shire of Southern Grampians im Western District von Victoria, Australien. Der nächstgelegene Ort ist Hamilton.
Die europäische Besiedlung begann um 1853 durch Wenden oder Sorben, lutherische Einwanderer aus dem Ort Neukirch in der Lausitz in Sachsen. Es war eine wendische Gemeinde, die sich auch Neukirch nannte und der erste Siedler war Johann Rentsch. Wendisch wurde dort bis zum Tode von Rentsch im Jahre 1915 gesprochen.
Die Stadt wurde Byaduk genannt, ein Wort der Aborigines für „Steinbeil“.
Das Postoffice wurde am 1. August 1863 eröffnet.

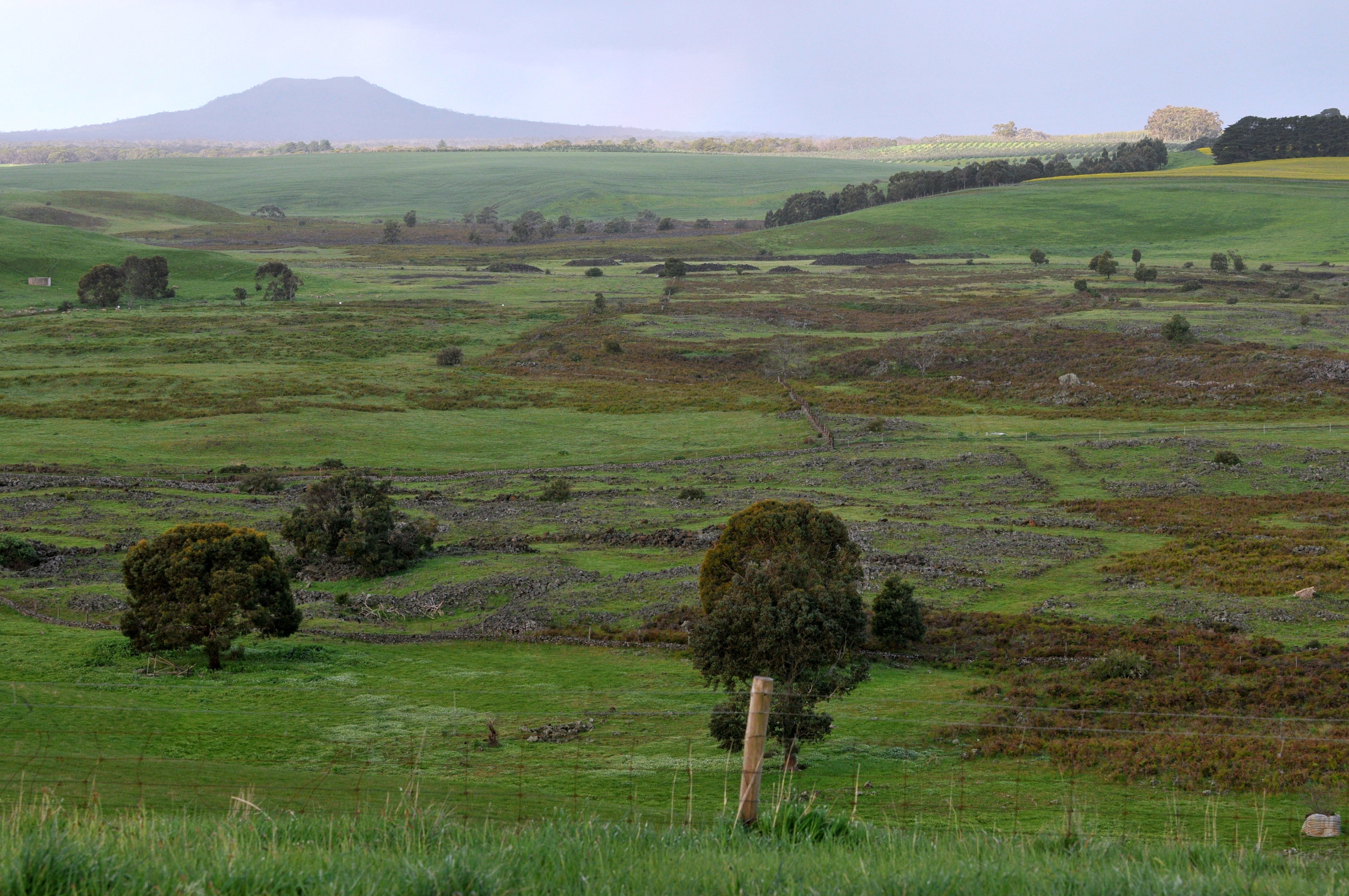
Blick aus dem Harmans Valley zum Mount Napier

Die Byaduk-Steinbrüche, Lavaröhren und der Vulkankegel des Mount Napier liegen in der Nähe, außerdem können der extreme Lavafluss des Harmans Valley und die Lavablasen an der Old Crushers Road betrachtet werden.